# Vedett
Vedett is een blond premiumbier met 5,2% alcoholgehalte. Dit Belgisch bier wordt net als Duvel, Maredsous en Bel Pils gebrouwen in de brouwerij Duvel Moortgat. Een flesje Vedett bevat 33 cl.
De brouwerij Duvel Moortgat leverde in de loop van de 20e eeuw meerdere betere, premium pilsbieren, gemeenzaam aangeduid als Exportbieren. Een daarvan, sinds 1945 gebrouwen, krijgt in 1965 de naam Vedett. Initieel is het vooral succesvol in de lokale cafés in de onmiddellijke omgeving van de brouwerij. Vanaf 2003 activeert en verjongt de brouwerij de marketing rond het bier. Vedett Extra Blond verovert een prominentere plaats naast de Duvel in het assortiment.
In juli 2008 wordt Vedett Extra White gelanceerd, een witbier in flessen van 33 cl. Het bier heeft een alcoholgehalte van 4,7%. Het flessenlabel is gelijk in lay-out maar hanteert een blauw-wit-gele opdruk tegenover de klassieke wit-zwart-rood opdruk.
Brouwerij Duvel Moortgat brouwt sinds maart 2014 de Vedett Extra ordinary IPA, afgevuld in 33 cl-flessen die ook gebruikt worden voor de andere Moortgat-bieren.